# 이반 일리치의 죽음
《이반 일리치의 죽음》(러시아어: Смерть Ива́на Ильича́ 스메르티 이바나 일리차[*])은 1886년 출판된 레프 톨스토이의 중편 소설이며, 그의 작품 중 가장 높은 평가를 받는 작품 중 하나이다.

## 배경
중년의 나이에 접어든 톨스토이는 노화나 질병으로 인한 죽음에 대한 공포에 시달리고 있었으며, 이로 인해 가정적 불화와 작품 활동에 차질을 겪고 있던 중, 어떠한 법조인의 사망 소식을 듣고 이를 바탕으로 본 작품을 집필하게 된다. 그가 겪은 죽음의 공포와 가정적 불화는 본 작품에 반영되었다.

## 줄거리

### 1장
법원에서 사건을 다루던 법조인들 중 하나인 표트르 이바노비치는 신문을 읽던 중 1882년 4월 2일 판사 이반 일리치 골로빈이 사망했다는 소식을 접한다. 이 소식을 들은 법조인들은 승진이나 보직 이동들을 생각하거나 자신은 이반과는 달리 살아있다는 생각에 기뻐했다. 이반의 대학 동창이였던 표트르 이바노비치는 이반의 추도식에 참석하여 이반의 아내인 프라스코비야 표도로브나를 만났다. 프라스코비야 표도로브나는 처한 상황에 힘들어하면서도 나라에서 연금 등을 타낼 궁리를 한다. 추도식 후, 표트르는 동료 표도르 바실리예비치의 집으로 향한다.

## 참고 문헌
- 레프 톨스토이 (2023년 12월 8일). 〈작품 해설〉. 《이반 일리치의 죽음》 (책). 민음사 세계문학전집 438. 번역 김연경. (주)민음사. 113~114쪽. ISBN 978-89-374-6438-6. 2025년 2월 28일에 확인함.